# Teorema del determinant de Sylvester
En teoria de matrius el teorema del determinant de Sylvester és un teorema útil per avaluar certs tipus de determinants. S'anomena així en honor de James Joseph Sylvester.
El teorema afirma que si A i B són matrius de mida p × n i n × p respectivament, llavors
{\displaystyle \det(I_{p}+AB)=\det(I_{n}+BA),\ }
on I a és la matriu identitat d'ordre a.
Està íntimament relacionat amb el lema del determinant de matriu i la seva generalització.
Aquest teorema és útil en desenvolupar un estimador de bayes per a distribucions de Gauss multivariants.
Sylvester enuncià aquest teorema l'any 1857, però sense demostrar-lo.